# Narzisstische Kränkung
Narzisstische Kränkung bezeichnet sowohl ein spezifisches Verhalten, mit dem eine Kränkung zugefügt, als auch ein Erleben, mit dem sie empfunden wird. Von dem kränkenden Geschehen können sowohl einzelne Personen als auch Gruppen oder Staaten betroffen sein. Insofern kommt der narzisstischen Kränkung eine kommunikative Funktion zu. Spezifisch meint, dass narzisstische Kränkungen Angriffe auf den Narzissmus und die Identität des Gegenübers sind. Sie sollen dessen Selbstgefühle angreifen, Selbstsicherheit und Selbstvertrauen erschüttern und Selbstachtung sowie Selbstwert infrage stellen und dadurch schwächen.
Als Mittel zur Kränkung werden beispielsweise Demütigung, Bloßstellung, Herabwürdigung, Entwertung, Erniedrigung und Spott eingesetzt, erlebt werden unter anderem Angst, Schmerz und Scham, aber auch Frustration, Wut und ggf. der Wunsch nach Rache. Bei den Antworten kann es sich um adaptives Regulieren oder um pathologische Reaktionen einer Person mit narzisstischer Persönlichkeitsstörung oder einer anderen seelischen Erkrankung handeln.
Das Begriffspaar der narzisstischen Kränkung geht auf Sigmund Freud zurück und wird bis heute in verschiedenen wissenschaftlichen Disziplinen, den Natur- ebenso wie den Sozialwissenschaften verwendet, denn „Kränkungen sind allgegenwärtig“.

## Begriffsverwendung bei Freud
In Eine Schwierigkeit der Psychoanalyse von 1917 erklärt Freud, „daß der allgemeine Narzißmus (…) bis jetzt drei schwere Kränkungen (…) erfahren“ habe, nämlich die Kränkungen der Menschheit, welche die Entdeckungen Kopernikus’, Darwins und die des Unbewussten in der Psychoanalyse darstellten.
Nach Freud nimmt das Ich des Menschen mit seinen analytischen Fähigkeiten nur einen verhältnismäßig geringen Raum gegenüber den im Unbewussten stattfindenden psychischen Prozessen ein. Es wird zu großen Teilen von Affekten, der sie abwehrenden illusionären Verkennung, frühkindlichen Prägungen und Traumata der pubertären Entwicklung beherrscht. Die Aufhebung des Widerstands und das Bewusstsein, dass Ansprüche des erwachsenen Menschen an andere Personen, Institutionen oder höhere Mächte, wie Zuwendung, Aufmerksamkeit, Geborgenheit und Liebe, infantil, egoistisch und illusorisch sind, und die Konfrontation mit diesen Erkenntnissen, z. B. während einer psychoanalytischen Behandlung, führen zu einer narzisstischen Kränkung.
Bereits in Trauer und Melancholie (1916) hatte er den Ausdruck „narzißtische Ichkränkung“ verwendet. In Das Tabu der Virginität von 1918 heißt es erstmals „narzißtische Kränkung“ (die bei der Defloration schwerer wiege als der körperliche Schmerz). In Über einige neurotische Mechanismen bei Eifersucht, Paranoia und Homosexualität von 1922 unterscheidet Freud bei „normaler“ Eifersucht zwischen „der Trauer, dem Schmerz um das verlorengeglaubte Liebesobjekt, und der narzißtischen Kränkung, soweit sich diese vom anderen sondern läßt“. In Die Zukunft einer Illusion von 1927 spricht er von der „Kränkung des natürlichen Narzißmus“, in Der Mann Moses und die monotheistische Religion (1937) erwähnt er „frühzeitige Schädigungen des Ichs (narzisstische Kränkungen)“.